# Landesstraßenbaubehörde Sachsen-Anhalt
Die Landesstraßenbaubehörde Sachsen-Anhalt (LSBB) ist eine Obere Landesbehörde und besteht seit dem 1. April 2012 auf der Grundlage des Beschlusses der Landesregierung vom 20. März desselben Jahres. Die LSBB übernahm damit die Aufgaben der Straßenverwaltung, die zuvor im Landesbetrieb Bau angesiedelt waren. Aufsichtsbehörde ist das Ministerium für Infrastruktur und Digitales Sachsen-Anhalt. Die Zentrale der LSBB hat ihren Sitz in Magdeburg. Die LSBB beschäftigt in Sachsen-Anhalt rund 1400 Mitarbeiter. Präsident der Behörde ist seit 2022 Stefan Hörold. Präsident der Behörde war von 2015 bis 2021 Uwe Langkammer. Von 2012 bis 2014 wurde die Behörde von Peter Kuras geleitet.

## Aufgaben
Die LSBB Sachsen-Anhalt ist in erster Linie für die Planung, den Bau und den Betrieb des regionalen Straßennetzes zuständig. Konkret betrifft das die Bundesstraßen (2225 km) und die Landesstraßen (4025 km) sowie die zugehörigen Bauwerke. Auf der Grundlage von Verwaltungsvereinbarungen mit drei Landkreisen (Mansfeld-Südharz, Wittenberg, Jerichower Land) werden durch die Landesstraßenbaubehörde zudem 773 Kilometer Kreisstraßen betreut.
Weitere Aufgaben der LSBB sind die Prüfung hochempfindlicher Messgeräte, die im Straßenbau eingesetzt werden („Kalibrierstelle“), die Prüfung von Schwerlasttransporten und der Straßenwinterdienst.

## Organisation
Die fünf Regionalbereiche (RB) – zuständig für das „operative Geschäft“ – sowie die Zentrale – zuständig für das „strategische Geschäft“ – befinden sich in Magdeburg (RB Mitte und Zentrale), Stendal (RB Nord), Dessau-Roßlau (RB Ost), Halle (RB Süd) und Halberstadt (RB West). Die Fachgruppe Bautechnik, Baustoff-, Bodenprüf- und Kalibrierstelle ist in Halberstadt angesiedelt.

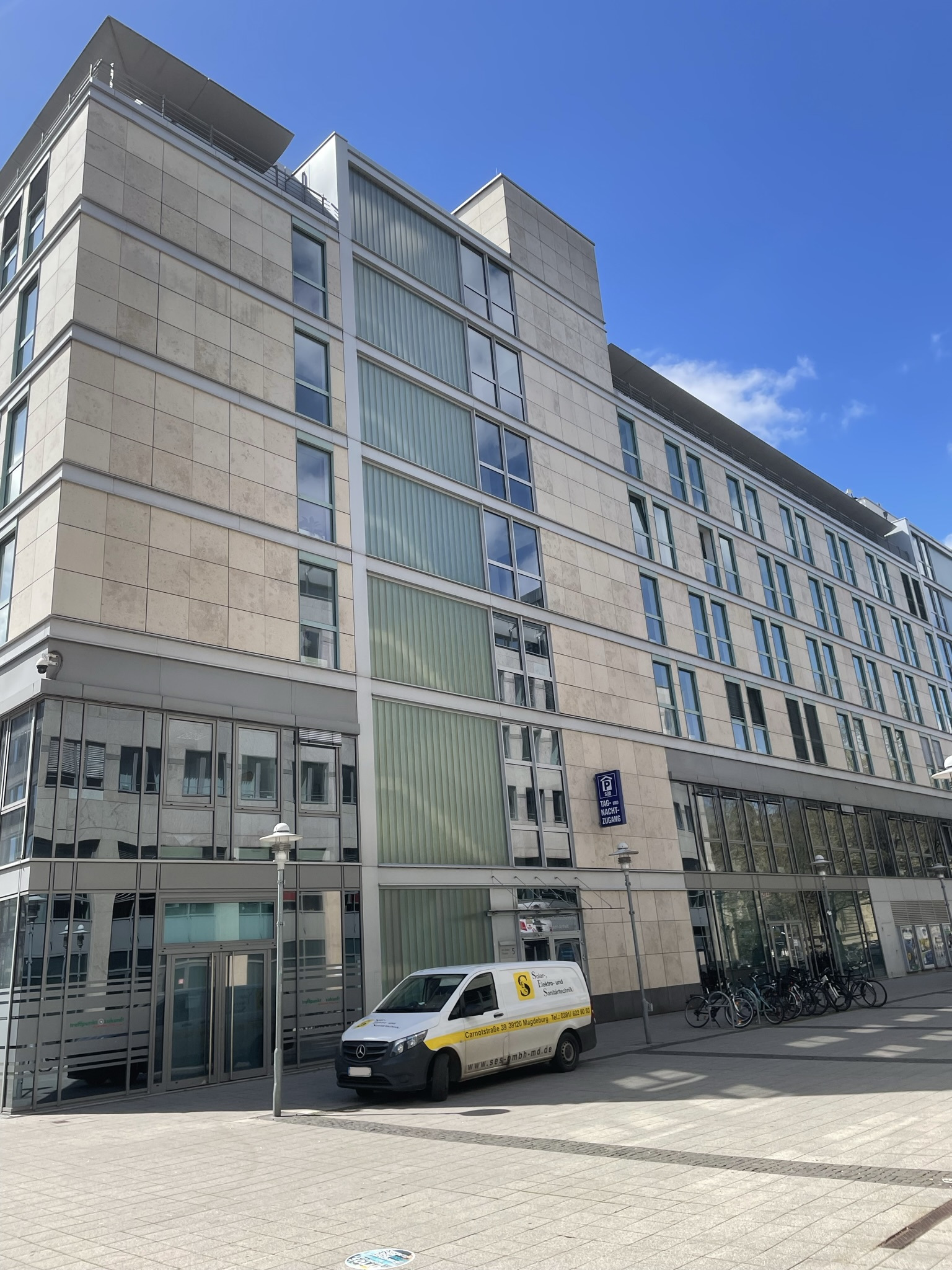
Zentrale in Magdeburg

Straßenmeistereien befinden sich an 23 Standorten: Atzendorf (Salzlandkreis), Berga, Bernburg, Diemitz (Halle), Ebendorf (Landkreis Börde), Lutherstadt Eisleben (LK Mansfeld-Südharz), Gardelegen (Altmarkkreis Salzwedel), Gernrode (LK Harz), Halberstadt (LK Harz), Hödingen (LK Börde), Jessen (LK Wittenberg), Körbelitz (LK Jerichower Land), Laucha (LK Burgenlandkreis), Merseburg (Saalekreis), Oschersleben (LK Börde), Osterburg (LK Stendal), Parey, Salzwedel (Altmarkkreis Salzwedel), Sandersdorf (LK Anhalt-Bitterfeld), Stendal (LK Stendal), Lutherstadt Wittenberg (LK Wittenberg), Zerbst (LK Anhalt-Bitterfeld) und Zorbau (Burgenlandkreis).
Die Fernmeldemeisterei hat ihren Dienstsitz in Peißen (LK Saalekreis).